# Polska na zawodach Pucharu Europy w Lekkoatletyce 1995
Polska na zawodach Pucharu Europy w Lekkoatletyce 1995 – wyniki reprezentacji Polski w 16. edycji Pucharu Europy w 1995.
Zarówno reprezentacja żeńska, jak i męska, wystąpiły w zawodach tzw. superligi (I poziom rozgrywek), które odbyły się w dniach 24–25 czerwca 1995 w Villeneuve-d’Ascq.

## Mężczyźni
Polska zajęła ostatnie, 8. miejsce, zdobywając 66 punktów i spadła do I ligi (II poziom rozgrywek).
- 100 m: Marek Zalewski – 8 m. (10,64)
- 200 m: Krzysztof Sieńko – 6 m. (20,95)
- 400 m: Paweł Januszewski – 7 m. (47,44)
- 800 m: Andrzej Jakubiec – 2 m. (1:47,15)
- 1500 m: Piotr Rostkowski – 6 m. (3:46,08)
- 5000 m: Michał Bartoszak – 5 m. (13:53,57)
- 10000 m: Piotr Gładki – 8 m. (30:52,47)
- 110 m ppł: Ronald Mehlich – 6 m. (13,79)
- 400 m ppł: Piotr Kotlarski – 7 m. (50,84)
- 3000 m z przeszkodami: Rafał Wójcik – 6 m. (8:38,98)
- skok wzwyż: Artur Partyka – 3 m. (2,25)
- skok o tyczce: Adam Kolasa – 7 m. (5.20)
- skok w dal: Krzysztof Łuczak – 5 m. (7,96, wiatr +3,1)
- trójskok: Jacek Butkiewicz – 2 m. (17,14, wiatr +2,2)
- pchnięcie kulą: Piotr Perżyło – 7 m. (18,11)
- rzut dyskiem: Andrzej Krawczyk – 8 m. (55,62)
- rzut młotem: Szymon Ziółkowski – 6 m. (72,66)
- rzut oszczepem: Mirosław Witek – 4 m. (78,00)
- sztafeta 4 × 100 m: Marcin Krzywański, Piotr Wrotek, Marek Zalewski, Michał Michalski – 7 m. (39,86)
- sztafeta 4 × 400 m: Piotr Rysiukiewicz, Paweł Januszewski, Robert Maćkowiak, Tomasz Jędrusik – 4 m. (3:04,42)

## Kobiety
Polska zajęła ostatnie, 8. miejsce, zdobywając 37 punktów i spadła do I ligi (II poziom rozgrywek).
- 100 m: Izabela Czajko – 8 m. (11,64)
- 200 m: Izabela Czajko – 8 m. (23,93)
- 400 m: Barbara Grzywocz – 8 m. (54,90)
- 800 m: Lidia Chojecka – 5 m. (2:02,42)
- 1500 m: Małgorzata Rydz – 7 m. (4:14,78)
- 5000 m: Renata Sobiesiak – 8 m. (16:56,87)
- 10000 m: Dorota Gruca – 8 m. (35:50,11)
- 100 m ppł: Urszula Włodarczyk – 8 m. (13,56)
- 400 m ppł: Monika Warnicka – 5 m. (57,35)
- skok wzwyż: Katarzyna Majchrzak – 4 m. (1,92)
- skok w dal: Agata Karczmarek – 5 m. (6,72)
- trójskok: Ilona Pazoła – 8 m. (13,31)
- pchnięcie kulą: Katarzyna Żakowicz – 8 m. (15,59)
- rzut dyskiem: Renata Katewicz – 4 m. (61,70)
- rzut oszczepem: Ewa Rybak – 6 m. (54,84)
- sztafeta 4 × 100 m: Anna Głowacka, Dorota Krawczak, Monika Borejza, Izabela Czajko – 8 m. (45,47)
- sztafeta 4 × 400 m: Barbara Grzywocz, Sylwia Kwilińska, Inga Tarnawska, Sylwia Pachut – 8 m. (3:34,72)